# Рафаель (опера)
«Рафае́ль» (рос. Рафаэль), оп. 37 — опера на одну дію російського композитора Антона Аренського, лібрето А. Крюкова. Написана до Першого з'їзду художників і вперше виконана італійською мовою у Москві 24 і 25 квітня 1894 р. на концертній естраді силами учнів консерваторії. У січні 1895 р. — у Петербурзі під керівництвом автора. Перша постановка — Петербург, Маріїнський театр, 13 грудня 1895 р.

## Сюжет
У основі сюжету — історія про те, що моделлю для картини «Сікстинська мадонна» була кохана художника — проста дівчина Маргарита, яку називають Форнаріна (булочниця). Оперний Рафаель (його партію виконує мецо-сопрано) має мало спільного з реальним історичним персонажем.
Любов Рафаеля і Форнаріни заважає кардиналові Бібієні, який прагне видати за художника свою племінницю. Побачивши Форнаріну у майстерні маляра, кардинал розгнівано засуджує негідні дії закоханих і скликає натовп — дія твору відбувається під час карнавалу. Та люди, які прийшли, були зачаровані красою картини («Сікстинська мадонна»), що її сотворив Рафаель і моделлю для якої була Форнаріна. Оперу завершує гімн, який прославляє мистецтво.
Музика цієї опери Аренського лірична та тепла. Мелодика якнайщиріше передає емоції та переживання персонажів. Критики виділяють сцени, які особливо вдалися композиторові: жанрові сцени за участю учнів у майстерні Рафаеля і поетична пісня співця за сценою (цей оригінальний прийом вирішили зберегти у більшості пізніших постановок).
Оперу досить часто виконували на просторах Російської імперії та СРСР. Вперше на радянській сцені — 10 квітня 1921 року, Малий петроградський академічний театр.
Повна партитура опери для фортепіано з російським і італійським текстом доступна в Російській державній бібліотеці.
Пісня народного співця за сценою входить до репертуару численних тенорів як концертний номер. Переклад цієї пісні на українську мову виданий в 1956 році, проте він не завершений: частина тексту (16%) надрукована по-російськи. Ймовірно, в друк випадково потрапила чернетка; була запропонована правка (5 Мб). [Архівовано 28 жовтня 2018 у Wayback Machine.] У 2018 році опублікований переклад на англійську мову. [Архівовано 27 жовтня 2018 у Wayback Machine.]